# Токсеитова, Кульдария
Кульдария Токсеитова — советский хозяйственный и государственный деятель, Герой Социалистического Труда.

## Биография
Родилась в 1936 году на территории современной Алматинской области. Член КПСС.
В 1953—1991 — ткачиха Каргалинского суконного комбината Министерства лёгкой промышленности Казахской ССР.
Указом Президиума Верховного Совета СССР от 17 марта 1981 года присвоено звание Героя Социалистического Труда с вручением ордена Ленина и золотой медали «Серп и Молот».
Делегат XXVI съезда КПСС.
Живёт в Казахстане.

## Награды и звания
- Герой Социалистического Труда (17.03.1981)
- Орден Ленина (1977, 17.03.1981)[1]
- Орден Трудового Красного Знамени (1971, 1974)[1]